# ステッペンウルフ・シアター・カンパニー
ステッペンウルフ・シアター・カンパニー(Steppenwolf Theatre Company)はイリノイ州シカゴに拠点を置く劇団。1974年にゲイリー・シニーズ、テリー・キニー、ジェフ・ペリーによって設立された。
当初は郊外のハイランドパークに拠点があったが、何度かの移動を経て1991年からはシカゴの1650 N. Halsted. に3つの劇場を構えて意欲的に活動している。
この劇団は設立者のゲイリー・シニーズをはじめ、ジョン・マルコヴィッチ、ジョアン・アレン、ウィリアム・ピーターセン、ジョン・マホーニー、ローリー・メトカーフ、グレン・ヘドリー、マーサ・プリンプトンなど多くの著名な俳優を輩出している。

## これまで上演された作品の例
- 怒りの葡萄
- 二十日鼠と人間
- 時計仕掛けのオレンジ
- リバティーン
- 神の子どもたちはみな踊る（村上春樹原作）
- 海辺のカフカ（村上春樹原作）